# Grzegorz Pietrek
Grzegorz Wojciech Pietrek – polski policjant, nadkomisarz Policji w stanie spoczynku, , dr hab. nauk społecznych, profesor uczelni Katedry Nauk o Bezpieczeństwie Wydziału Finansów i Zarządzania Wyższej Szkoły Bankowej w Gdańsku i Instytutu Nauk o Zarządzaniu i Jakości Wydziału Nauk Społecznych Uniwersytetu Przyrodniczego i Humanistycznego w Siedlcach.

## Życiorys
W roku 1990 ukończył Akademię Spraw Wewnętrznych, studia magisterskie, kierunek prawno-administracyjna ochrona porządku publicznego. W 2009 r. obronił pracę doktorską pt. Współdziałanie terenowych organów administracji wojskowej z organami administracji rządowej i samorządowej w sytuacjach kryzysowych, której promotorem był prof. Eugeniusz Nowak, w 2018 r. habilitował się na podstawie pracy zatytułowanej System zarządzania kryzysowego. Diagnoza i kierunki doskonalenia. Jest adiunktem w Instytucie Bezpieczeństwa Narodowego na Wydziale Filologicznym i Historycznym Akademii Pomorskiej w Słupsku.
Został zatrudniony na stanowisku profesora uczelni w Katedrze Nauk o Bezpieczeństwie na Wydziale Finansów i Zarządzania Wyższej Szkoły Bankowej w Gdańsku, oraz w Instytucie Nauk o Zarządzaniu i Jakości na Wydziale Nauk Społecznych Uniwersytetu Przyrodniczego i Humanistycznego w Siedlcach.
Doświadczenie zawodowe zdobywał podczas służby w policji na różnych stanowiskach w tym kierowniczych oraz podczas pełnienia funkcji radnego samorządu powiatowego. Specjalizuje się w zagadnieniach zarządzania kryzysowego, bezpieczeństwa imprez masowych, przedmiotach „policyjnych” oraz zagadnieniach migracyjnych. Autor dwóch monografii, dwóch skryptów akademickiego oraz ponad 50 publikacji naukowych polsko i anglojęzycznych. Ekspert Narodowego Centrum Badań i Rozwoju. Promotor i recenzent kilkudziesięciu prac licencjackich